# 定光堂
25°02′25″N 121°30′10″E / 25.04023°N 121.502778°E
定光堂，全名大坡定光堂。主祀開漳聖王與王孫大使（謝府元帥），位於泰國南部普吉市。定光堂成為泰國最完整閩南建築風格。

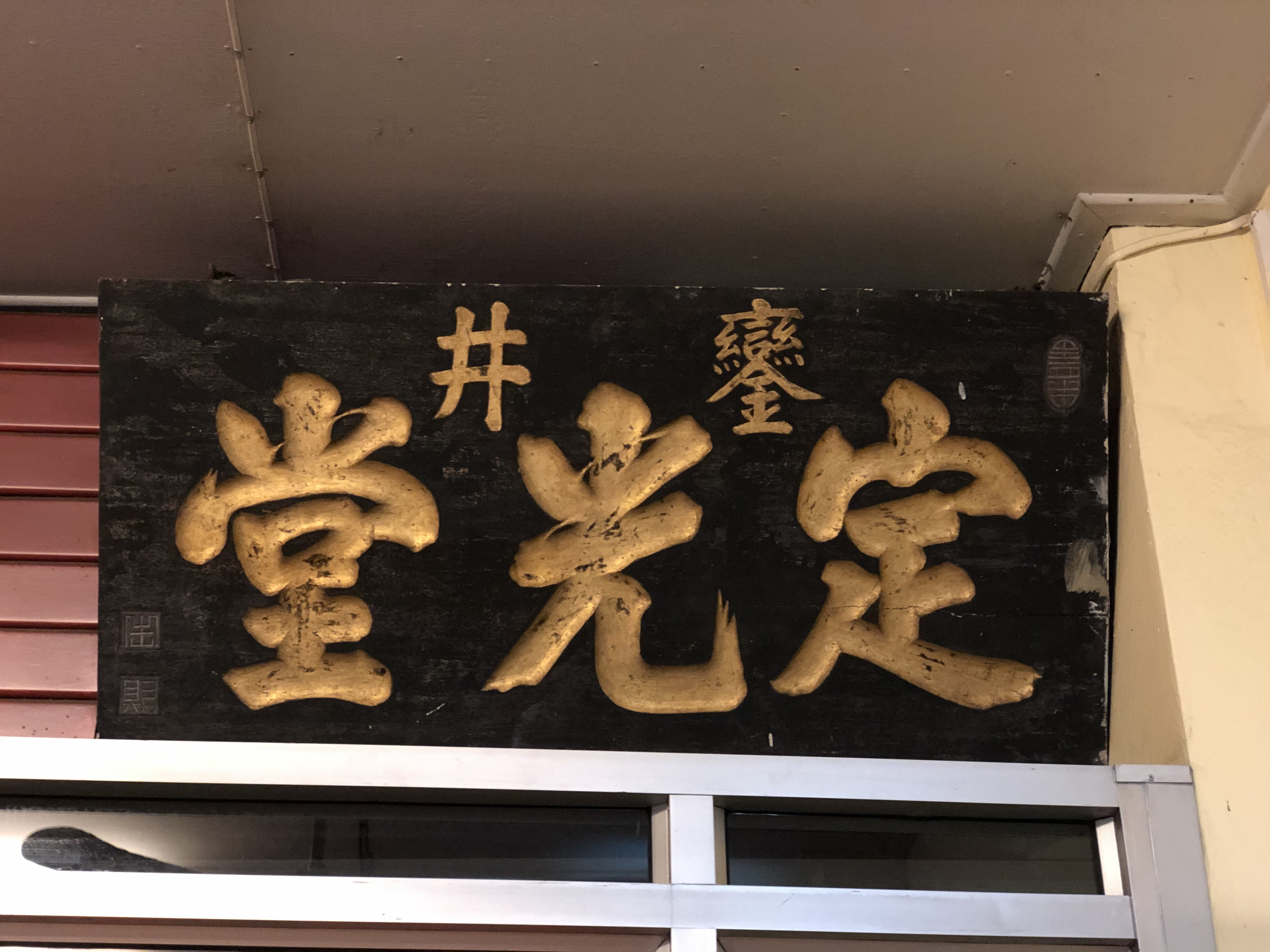
鑾井定光堂

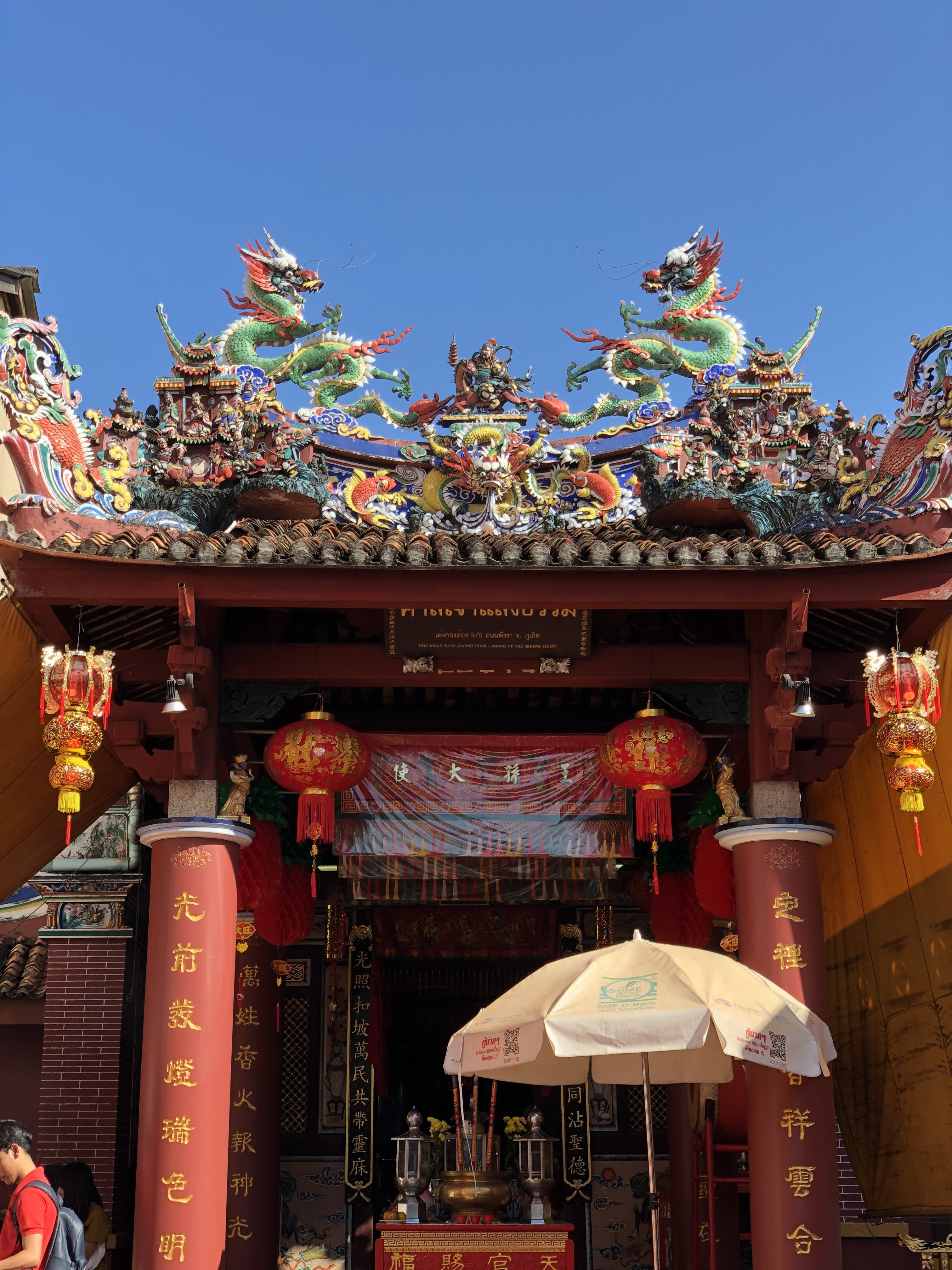
定光堂外貌，傳統閩南建築風格

## 歷史沿革
18世紀由於普吉島礦務迅速發展，大量閩南籍華工應募而至，通扣坡市也在華人的支持之下興建。
定光堂的原名是新正宫，福建泉州商人陳鑾井派華人陳閣，提議建造一座供奉陳姓守護神開漳聖王及王孫大使的廟宇，於清光緒十七年（1891年）由陳氏宗親捐資完成建築。
定光堂是閩南傳統單殿式建築，屋頂覆蓋青瓦，飛檐飾以吉祥物剪黏。內牆繪有薛仁貴的傳説的水墨畫。
定光堂的作用，應是作為普吉市當地的福建陳氏宗祠。從其緣起與建設，可以知道福建陳姓人，佔普吉華人人口的一定數量。